# کرووده
کرووده (به لاتین: Çorovodë) یک منطقهٔ مسکونی در آلبانی است که در استان اسکراپار واقع شده‌است. کرووده ۴٬۰۵۱ نفر جمعیت دارد.